# Famiglia Rizzuto
La famiglia Rizzuto è un'organizzazione criminale di stampo mafioso con base nel Québec (Canada), a Montréal. I territori sotto l'influenza della famiglia sono principalmente l'Ontario e il Québec meridionale. Secondo l'FBI è connessa con la famiglia Bonanno, invece le autorità competenti canadesi considerano le due famiglie come entità a sé stanti. La famiglia Rizzuto è stata legata alla potente famiglia Cotroni di Montréal, fondata da Vincent Cotroni, fino a che il conflitto interno scoppiato relativamente le sorti della gestione delle attività comportò l'uscita dei Rizzuto come nuovi capi della metropoli.

## Storia

### Anni '50 e '60 - Le origini - I Bonanno e la famiglia Cotroni
Nicolo "Nick" Rizzuto era nativo di Cattolica Eraclea (Agrigento), e arrivò in Canada nel 1954. Secondo il collaboratore di giustizia Tommaso Buscetta, vi era un forte «collegamento tra la famiglia Rizzuto e i Cuntrera-Caruana che insieme ad altri uomini d'onore costituivano una famiglia mafiosa di Siculiana trapiantata a Montréal che continuava a reggere il mandamento di Siculiana».
Nel 1969 a Jean-Talon Street East (Zona Saint Leonard) apre il  Reggio Bar, che diventa il quartier generale di Paolo Violi, braccio destro di Vic Cotroni, emerso nella malavita grazie al traffico di eroina e scalzando il suo contendente siciliano Luigi Greco, mise in piedi quella che verrà chiamata la Famiglia Cotroni.

### Anni '70 - La guerra con la fazione di Paolo Violi
Il 1972 fu l'anno in cui membri della famiglia Bonanno di New York, tra cui Domenico Arcuri, Nicolino Alfano, Nick Buttafuoco, Michael Zaffarano,  tentarono di far da pacieri e mentre Vic Cotroni chiedeva l'espulsione di Nick alla fine fu deciso solo che quest'ultimo dovesse comunicare gli affari che faceva al di fuori dell'organizzazione.
Nel 1972, secondo il pentito Antonino Calderone, Violi volò in Italia ed incontrò lui stesso a Catania, ad Agrigento incontrò Giuseppe Settecasi, boss della zona che gestiva traffici di droga internazionali, con cui si lamentò della sua situazione con Nick Rizzuto, per poi andare nella sua terra d'origine in Calabria. Lì era in contatto con lo 'ndranghetista Saverio Mammoliti con cui erano amici.
Nel 1973 Nick decide di allontanarsi da Montréal spostandosi a Caracas in Venezuela.
La Commission d'enquête sur le crime organisé (Commissione d'inchiesta sul crimine organizzato) creata nel settembre del 1972 dal governo provinciale del Quebec  negli anni '70 misero in primo piano una serie di indagini sul duo Cotroni-Violi. Nel 1974, condannarono Vic Cotroni ad un anno di carcere per interferenze nel procedimento giudiziario a causa di sue testimonianze volte a depistare i fatti.
Nel 1975, durante il periodo di carcere di Cotroni, Paolo Violi fu nominato boss provvisorio da Philip Rastelli, ma una volta chiamato a testimoniare fu anch'egli condannato ad un anno di carcere per oltraggio alla corte.
Nel 1976 Vito Rizzuto viene scarcerato e raggiunge il padre in Venezuela per rimanervi per i prossimi 3 anni.
Da quest'anno e con l'omicidio il 2 febbraio del consiglier di Paolo Violi, il siciliano Pietro Sciarra comincia la guerra.
L'anno successivo, l'8 febbraio, viene ucciso Francesco Violi, fratello minore di Paolo, nell'area industrializzata di Rivière des Prairies, a nord di Montréal.
Alle 19:32 del 22 gennaio 1978 venne ucciso Paolo Violi a colpi di lupara.
Per l'omicidio vennero arrestati Domenico Manno, zio di Vito Rizzuto, Agostino Cuntrera e Giovanni Di Mora, cognato di Agostino e Liborio Cuntrera, i quali il 15 settembre dello stesso anno si dichiararono colpevoli. Manno in particolare dichiarò che i Rizzuto non erano coinvolti. Fu sospettato anche Paolo Renda ma non si ebbero prove e fu liberato.
Da quel momento Vito Rizzuto tornò a Montréal organizzando la fazione siciliana, con Vic Cotroni che manteneva il ruolo di boss ed iniziando ad usare il Porto di Montréal per il traffico di droga: hashish proveniente dal Pakistan e dal Libano, ed eroina dalla Sicilia e dalla Thailandia da rivendere poi in gran parte a New York e nel New Jersey.

### Anni '80 - '90 - Il traffico di droga e i processi
Il 12 febbraio 1988  Il Cuerpo Tecnico de Policia Judicial trova nella casa di Caracas di Nick Rizzuto all'incirca un chilogrammo di cocaina e venne arrestato insieme ad altre 4 persone.
L'8 novembre 1990, tre anni dopo l'arresto di Vito Rizzuto la corte suprema di Newfoundland assolve Vito e fu in quel periodo che con questa seconda assoluzione la stampa lo nominò il John Gotti di Montréal, in analogia al fatto che come il boss newyorchese usciva assolto nei processi.
Nel 1993 viene rilasciato in Venezuela dopo oltre 4 anni il padre Nick, il 23 maggio di quell'anno tornerà a Montréal.

### Anni 2000 - Il Consortium, la faida interna con i Cotroni e il declino
Vito Rizzuto, considerato di pari livello dai boss italo-americani statunitensi, in Canada crea quello che verrà poi chiamato Consortium, una sorta di alleanza tra tutte le famiglie canadesi, la mafia russa, gli Hells Angels, le bande irlandesi e i cartelli colombiani. Ognuno ha uno spazio in cui fare le sue attività criminali e uniti gestiscono il traffico di droga.
Dopo il consolidamento del potere negli anni novanta, i Rizzuto furono colpiti da una serie di arresti importanti nei primi anni del 2000. Nel gennaio 2004, Vito Rizzuto fu arrestato ed estradato negli Stati Uniti, dove nel maggio 2007 fu condannato a scontare 10 anni per il suo coinvolgimento negli omicidi di tre rivali della famiglia Bonanno nel 1981, Alphonse Indelicato, Phillip Giaccone e Dominick Trinchera. Nel novembre 2006, la vecchia leadership dell'organizzazione criminale fu fatta saltare dall'operazione Colosseo della polizia, nella quale 90 persone furono arrestate, tra cui Nick Rizzuto, Paolo Renda e Francesco Arcadi.
Le operazioni delle forze dell'ordine portarono alla decimazione e al declino del clan italoamericano, diminuendone l'influenza sul territorio e favorendo l'espansione di gruppi malavitosi da sempre in secondo piano proprio a causa della famiglia.

### La guerra di mafia di Montréal (2009-oggi)
Dal 2009 è in atto una guerra di mafia volta a riempire il vuoto di potere nella criminalità organizzata di Montréal venuto a crearsi col declino dei Rizzuto. Nell'agosto 2009 fu ucciso Federico Del Peschio, membro della famiglia.
Il 28 dicembre fu il turno di Nick Rizzuto, figlio di Vito, ucciso a Notre-Dame-de-Grâce. L'omicidio di una personalità così di rilievo all'interno dell'organizzazione dimostrò pubblicamente quello che le autorità credevano già da qualche tempo, ovvero che il clan siciliano stava soccombendo a una crisi sia interna (dovuta ad arresti e difficoltà di gestione) sia esterna (conflitti con bande di strada e gruppi nordamericani), che aveva portato già tempo prima di questo omicidio alla creazione di un vuoto di potere all'interno della criminalità organizzata di Montréal.
Dall'omicidio di Nick, la famiglia soffrì sempre più chiaramente dei duri colpi ricevuti sia dalla guerra di mafia che dalle autorità, e il 2 maggio 2010 fu rapito Paolo Renda, 70 anni, cognato di Vito Rizzuto, sulle cui sorti le autorità pensano al possibile omicidio. Poco più di un mese dopo, il 30 giugno, furono uccisi in un agguato a Saint-Leonard, Agostino Cuntrera, considerato nuovo capo della famiglia e la sua guardia del corpo Liborio Sciascia. L'omicidio di Cuntrera, secondo gli inquirenti, avrebbe segnato il colpo decisivo ai Rizzuto per la loro estromissione dalle attività illegali su Montréal, e sebbene alcuni investigatori sulla mafia abbiano espresso pareri contrastanti circa i motivi che abbiano fatto scattare il conflitto, molti hanno puntualizzato il fatto che con la liberazione di Vito Rizzuto nel 2010 si sarebbe assistito al regolamento di conti finale. A fine settembre fu ucciso Ennio Bruni all'uscita da un bar di Vimont, il quartiere italiano.
Il 10 novembre, dopo la lunga serie di omicidi ai danni del clan, è stato ucciso a colpi di pistola nella sua abitazione in Avenue Antoine Berthelet (Cartierville, dimora di diversi mafiosi e criminali) mentre si trovava in cucina, il padrino ottantaseienne della famiglia: Nicolo Rizzuto. L'agguato, che ha segnato profondamente le sorti del clan, è stato attribuito dalle autorità a due gruppi: le bande nordamericane o calabresi, ambedue alla ricerca di spazi e compromessi nel nuovo scenario creatosi con il declino e lo sconfinamento a gruppo di secondo piano della famiglia siciliana; l'assassinio sarebbe quindi avvenuto anche a causa del carisma del padrino capace di poter riassestare il clan dalla crisi di potere degli ultimi anni e ridargli nuovo smalto dall'arresto di suo figlio Vito Rizzuto.
Dall'inizio del 2010 fino all'uccisione di Nicolo Rizzuto, a Montréal sono stati registrati 35 casi di omicidio connessi al crimine organizzato.
Francesco Arcadi, secondo la polizia canadese, viene indicato come il successore di Vito Rizzuto dopo il suo arresto.
Vito Rizzuto è uscito di prigione il 6 ottobre 2012.
A maggio 2013 vengono uccisi a Palermo, Juan Ramon Fernandez (1956), vicino a Vito Rizzuto e definito dalla Royal Canadian Mounted Police "seduto alla destra di Dio" (Vito Rizzuto), presente in Sicilia dal giugno 2012 dopo che fu espulso dal Canada, e Fernando Pimentel (1977), in Sicilia da qualche settimana. Il primo aveva messo in piedi un traffico di droga con il clan di Bagheria.
L'11 novembre 2013 viene ucciso nel ristorante italiano Forza Italia ad Acapulco, in Messico un affiliato al clan di origine calabrese: Moreno Gallo (Rovito - 1946) già condannato all'ergastolo in Canada per aver ucciso uno spacciatore di droga nel 1975 ed espulso nel gennaio 2012.
Infine anche Vito Rizzuto muore per complicazioni polmonari all'età di 67 anni il 23 dicembre 2013, all'ospedale Sacre Coeur Hospital di Montréal.
Il 19 novembre 2015 in un'operazione anti-droga a Montréal che coinvolge membri dei Rockers motorcycle gang, membri del chapter cittadino degli Hells Angels e anche Leonardo Rizzuto, presunto boss della famiglia dopo l'omicidio di suo fratello Nick Rizzuto Junior.
Secondo l'operazione Colisée Stefano Sollecito sarebbe il nuovo boss della mafia a Montréal, il quale già gestiva gli affari illeciti con Leonardo Rizzuto; Leonardo e Stefano furono entrambi arrestati.
Rocco Sollecito (1949), padre di Stefano, viene ucciso il 27 maggio 2016 a Laval (Québec).
Il 2 giugno 2016 Angelo D'Onofrio viene ucciso nei pressi dell'Hillside Cafè di Rue Fleury, a Montréal.
Il 19 febbraio 2018, furono rilasciati dal carcere alcuni importanti membri, prosciolti dalle accuse di gangsterismo e cospirazione per traffico di cocaina.
Il 15 marzo 2023, fu ferito in un agguato Leonardo Rizzuto.
Il 21 maggio invece fu uccisa Claudia Iacono, nuora del boss Moreno Gallo ucciso in Messico nel 2013.
Infine il 5 giugno 2023, fu ucciso a colpi d'arma da fuoco l'ex fedelissimo del boss Vito Rizzuto, Francesco Del Balso, sospettato dagli inquirenti del tentato omicidio di Leonardo Rizzuto.

## Influenza sui media
Gli scrittori Antonio Nicaso e Peter Edwards hanno pubblicato Business or Blood: Mafia Boss Vito Rizzuto's Last War (2015). Il libro è stato adattato alla serie televisiva Bad Blood, che ha debuttato in città nel 2017.